# ريخا
بانوريخا غانيسان ولدت في 10 أكتوبر 1954، اشتهرت باسمها المسرحي الوحيد ريخا، وهي ممثلة هندية صاحبة شهرة كبيرة جدًا. تعتبر واحدة من أفضل الممثلات في تاريخ السينما الهندية، لعبت دور البطولة في أكثر من 180 فيلمًا خلال حياتها المهنية التي امتدت لـ 40 عاما، وحصلت على العديد من الجوائز، بما في ذلك جائزة الفيلم الوطني وثلاث جوائز فيلم فير. لعبت العديد من الأدوار التي كانت تؤدي فيها شخصيات نسائية قوية ومعقدة - من الخيال إلى الأدب - في كل من الأفلام السائدة والمستقلة. على الرغم من أن حياتها المهنية قد مرت بفترات معينة من التدهور، فقد اكتسبت ريخا سمعة طيبة في إعادة صناعة نفسها عدة مرات وكان لها الفضل في قدرتها على الحفاظ على مكانتها. في عام 2010، كرمتها حكومة الهند ببادما شري، رابع أعلى وسام مدني في الهند.
ابنة الممثلين بوشبافالي وجيمني غانيسان ‏، بدأت ريخا حياتها المهنية سنة 1966 ممثلةً طفلة في أفلام التيلجو: Inti Guttu (1958) و رانغولا راتنام (1966) الذي فاز بأفضل فلم تيلجو روائي طويل في تلك السنة. حدث فيلمها الأول كرائدة مع فيلم الكانادا Operation Jackpot Nalli C.I.D 999 (1969). أول ظهور لها باللغة الهندية مع Sawan Bhadon (1970) جعلها نجمة صاعدة، ولكن على الرغم من نجاح العديد من أفلامها المبكرة، إلا أنها غالبًا ما كانت تتعرض لانتقادات شديدة في الصحافة بسبب مظهرها ووزنها. بدافع من النقد، بدأت العمل على مظهرها وبذلت جهدًا لتحسين أسلوبها في التمثيل وإتقان اللغة الهندية، مما أدى إلى تحولٍ حظي بتغطية إعلامية جيدة. كان الاعتراف المبكر بأدائها في فيلم غار ومقدار كا سكندر في عام 1978 بمثابة بداية الفترة الأكثر نجاحًا في حياتها المهنية، وكانت واحدة من نجوم السينما الهندية الرائدين خلال معظم الثمانينيات وأوائل التسعينيات.
لأدائها في الكوميديا Khubsorat (1980)، حصلت ريخا على أول جائزة فيلم فير لأفضل ممثلة. تبعتها بأدوار في بصيرة (1981)، إيك هاي بهول (1981)، جيفان دارا (1982) و أجار توم نا هوت (1983). على الرغم من غزارة إنتاجها في السينما الهندية الشعبية، إلا أنها خلال هذا الوقت غامرت بالدخول إلى السينما الموازية، وهي حركة من الأفلام الفنية الواقعية الجديدة. تضمنت هذه الأفلام أعمال درامية مثل كاليوغ (1981)، فيجيتا (1982) وأوتساف (1984)، وقد أدى تصويرها لمحظية كلاسيكية في أومراو جان (1981) إلى حصولها على جائزة الفيلم الوطني لأفضل ممثلة. بعد انتكاسة قصيرة في منتصف الثمانينيات، كانت من بين الممثلات اللاتي قادن اتجاهًا جديدًا لأفلام الانتقام التي تركز على النساء، بدءًا من فيلم خون بهاري ماانج (1988)، والذي فازت عنه بجائزة أفضل ممثلة ثانية في فيلم فير.
كان عملها أقل إنتاجية بكثير في العقود اللاحقة. قوبلت أدوارها في أوائل التسعينيات بمراجعات فاترة في الغالب. في عام 1996، لعبت ضد النوع في دور عالم الجريمة في فيلم الإثارة خيلاديون كا خيلادي (1996)، الذي يعتبر من بين أشهر عشرة أفلام هندية في التسعينات وفازت عنه بجائزة فيلم فير الثالثة في فئة أفضل ممثلة مساعدة، وظهرت أيضًا في كاما سوترا: قصة حب (1996) وأسثا: في سجن الربيع (1997) لاقى استحسان النقاد ولكن مع بعض التدقيق العام. خلال العقد الأول من القرن الحادي والعشرين، أُشِيدَ بها لأدوارها الثانوية في دراما عام 2001 زبيدة ولاجا، وبدأت في لعب أدوار الأم، ومن بينها دورها في فيلم الخيال العلمي كوي... ميل غايا (2003) وتكملة البطل الخارق كريش (2006)، كلا النجاحين التجاريين. ظهر الإصدار الأخير باعتباره الإصدار الأكثر ربحًا لها.
بصرف النظر عن التمثيل، عملت ريخا عضوًا في راجيا سابها منذ عام 2012. وكانت حياتها الخاصة وصورتها العامة موضوع اهتمام ومناقشة إعلامية متكررة. بدءًا من السبعينيات، كان اقترانها مع أميتاب باتشان في عدد من الأفلام الناجحة مصحوبًا بتكهنات دائمة حول علاقة حب بين الاثنين، وبلغت ذروتها في فيلمهما بطولة Silsila (1981)، والذي كان يعكس توقعات وسائل الإعلام. انتهى زواجها الوحيد من رجل الصناعة والتلفزيون موكيش أغاروال ومقره دلهي في مارس 1990 بعد سبعة أشهر عندما توفي مُنتحرًا. غالبًا ما كانت صورة ريخا العامة مرتبطة بجاذبيتها الجنسية المتصورة. إنها مترددة في إجراء مقابلات أو مناقشة حياتها، مما أدى إلى تصنيفها على أنها منعزلة.
اشتهرت في التمثيل مع العديد من الفنانين المشاهير بالإضافة إلى أميتاب باتشان، وهم شاشي كابور وريشي كابور وشاه روخ خان وأكشاي كومار وسلمان خان وعامر خان ودارمندرا وشامي كابور وكمال حسن وغيرهم من نجوم بوليود ومشاهيرها.

## نشأتها وعملها
ولدت ريخا بهانوريخا غانيسان في مدراس (تشيناي الحالية) في 10 أكتوبر 1954 لممثلين من جنوب الهند جيمني غانيسان وبوشبافالي، عندما كان الثنائي غير متزوجين. كان غانيسان متزوجًا سابقًا من تي آر "بوبجيما" ألاميلو ولديه أربعة أطفال: أخصائي علاج الأورام بالإشعاع ريفاثي سواميناثان ومقره إلينوي، وطبيبة أمراض النساء كامالا سيلفاراج، والصحفي نارياني غانيسان في صحيفة تايمز أوف إنديا، والطبيبة جايا شريدهار. كان لديه طفلان آخران من الممثلة سافيتري، فيجايا تشامونديسواري، خبيرة اللياقة البدنية، وساتيش كومار. في هذه الأثناء، أنجبت بوشبافالي طفلين (بابوجي وراما) من زواجها السابق بالمحامي آي في رانجاتشاري. كان لدى غانيسان وبوشبافالي ابنة أخرى، رادها (من مواليد 1955). Nagaprasad والممثلة Shubha هم أبناء عمومتها، في حين أن فيدانتام راغافايا وزوجته سوريابرابها هما عمها وخالتها على التوالي. اللغة الأم لريخا هي التيلغو، وهي تتقن اللغات التاميلية والهندية والإنجليزية، بعد أن كشفت أنها تفكر في الأخيرة.
لم تكشف ريخا عن خلفيتها العائلية حتى منتصف السبعينيات. خلال طفولتها غير المستقرة، كانت علاقتها مع والدها غانيسان سيئة. لم يرغب غانيسان في الاعتراف بها على أنها ابنته ومنحها لقمة العيش. نادرًا ما التقى ولديه من بوشبافالي، التي تزوجت لاحقًا من كَي. بركاش، وهو مصور سينمائي من مدراس، وغيرت اسمها قانونيًا إلى كَي. بوشبافالي. أنجبت طفلين آخرين، دانالاكشمي (التي تزوجت لاحقًا من الممثل تيج سابرو) والراقصة سيشو (توفيت في 21 مايو 1991). نظرًا لجدول التمثيل المحموم لوالدتها في ذلك الوقت، غالبًا ما كانت ريخا تقيم مع جدتها. عندما سُئلت ريخا في مقابلة أجرتها سيمي جاروال عن والدها، حيث اعتقدت أنه لم يكن على علم بوجودها أبدًا. وذكرت أن والدتها كانت تتحدث عنه كثيرًا، وأضافت أنه على الرغم من أنها لم تعيش معه أبدًا، إلا أنها شعرت بوجوده طوال الوقت. ومع ذلك، بدأت العلاقة تتحسن بعد خمس سنوات من وفاة بوشبافالي في عام 1991. وأخبر أحد محاوري Cine Blitz عن سعادته بهذا الأمر وقال: "أنا وريخا لدينا علاقة جيدة. نحن قريبون حقًا". توفي في عام 2005.
كانت ريخا تبلغ من العمر عامًا واحدًا عندما لعبت دورًا صغيرًا في الدراما الناطقة باللغة التيلجو Inti Guttu. أُصدِر الفيلم من إخراج فيدانتام راغافايا أواخر عام 1958 وحقق نجاحًا تجاريًا. سُجِّلت في روضة الأطفال عندما كانت في الثالثة من عمرها ثم انضمت بعد ذلك إلى مدرسة دير العرض في مدراس خلال فترة مراهقتها. التقت أيضًا بناراياني، الابنة الثانية لغانيسان وأراميلو، في المدرسة عندما كانت الأخيرة تبلغ من العمر تسع أو عشر سنوات تقريبًا. لقد كانت دائمًا فتاة محرجة وحيدة، واعترفت بأنها عانت من السمنة في مرحلة الطفولة. في مقابلة عام 1990 مع مجلة The Illustrated Weekly of India، أطلقت على نفسها لقب «أسمن فتاة في المدرسة». في هذه الفترة، طورت حبها للرقصات والرياضة، رغم أنها لم تشارك فيها أبدًا بسبب وزنها. وبسبب هذا، تعرضت للتخويف من قبل العديد من زملائها في المدرسة، الذين أطلقوا عليها اسم لوتا (التاميلية تعني «لقيط»). وكانت ريخا، التي تصف نفسها بأنها "مؤمنة بشدة" بالله والقدر، تقضي وقتها في كنيسة المدرسة. جاء دور قصير آخر على الشاشة مع إطلاق فيلم رانجولا راتنام (1966) - وهو فيلم سياسي ساخر حظي بشعبية كبيرة بين الجمهور - شاركت في بطولته بوشبافالي والأخت رادها.
وفقًا لكاتب سيرتها الذاتية ياسر عثمان، طلبت بوشبافالي من ريخا أن تبدأ مهنة التمثيل عندما واجهت عائلتها مشاكل مالية في عام 1968، حيث كانت الأخيرة متأكدةً من أنها ستساعدهم. على الرغم من أن ريخا لم تكن مهتمة أبدًا بالتمثيل، إلا أن أنها (التي كانت تطمح في البداية إلى أن تصبح مضيفة طيران) أطاعت رغبتها، وفي سن 13 إلى 14 عامًا - بينما كانت في الصف التاسع - تركت المدرسة لتبدأ دوامًا كاملاً. مهنة في التمثيل. وأعربت فيما بعد عن أسفها لعدم إكمال تعليمها. لم تسمح ريخا الحامية لأختها الصغرى رادها لها بالانضمام إليها؛ لأنها أرادت أن تنهي أختها تعليمها.

## الحياة الشخصية والعمل خارج الشاشة
تزوجت ريخا في عام 1990 من موكيش أغرو الذي كان مقر أعماله في دلهي، كان أغرو رجل أعمال عصامي وصاحب العلامة التجارية لأدوات المطبخ Hotline. يُعتقد أنه كان يعاني من صراع طويل الأمد مع الاكتئاب، ووفقًا لكتاب سيرة ريخا، لم تكتشف صحته العقلية إلا بعد الزواج. قُدِّم إلى ريخا من خلال صديقة مشتركة ومصممة أزياء بينا راماني التي وصفته بأنه "معجب مجنون بريخا". تزوجا في 4 مارس 1990، وبعد بضعة أشهر -وحينما كانت في لندن- أقدم زوجها على الانتحار بعد عدة محاولات سابقة، وترك ملاحظة «لا تلوموا أحدا». ولقد تعرضت للتشهير من قبل الصحافة في ذلك الوقت، وتلك الفترة وصفها صحفي بأنها «أعمق نقطة في حياتها». لاحظت بهاوانا سمية الفترة التي تحدثت عن "موجة مناهضة قوية ضد الممثلة - أطلق عليها البعض اسم" ساحرة، وبعضها قاتلة،" لكنها أضافت أنه سرعان ما «خرجت ريخا من الكسوف مرة أخرى دون أن تشوبها شائبة!».
ترددت شائعات بأنها تزوجت من الممثل فينود ميهرا في عام 1973، ولكن في مقابلة تلفزيونية عام 2004 مع سيمي جاروال أنكرت زواجها من ميهرا مشيرة إليه على أنها «تتمنى له الخير». تعيش ريخا حاليًا في منزلها في باندرا في مومباي.
كما انتشرت شائعات واسعة بأنها كانت على علاقة مع أميتاب باتشان، الذي كان متزوجًا، بعد أن مثلوا معًا لأول مرة في فيلم غريبان، وبعد ذلك في فيلم سيلسيلا.
لاحظ النقاد أن ريخا عملت بجد لإتقان لغتها الهندية وتمثيلها، وكثيرًا ما ناقش مراسلو وسائل الإعلام كيف حولت نفسها من بطة "ممتلئة الجسم" إلى "بجعة" في أوائل السبعينيات. يعود الفضل في هذا التحول إلى اليوغا واتباع نظام غذائي مغذي وحياة منتظمة ومنضبطة. في عام 1983، نُشِر نظامها الغذائي وممارستها لليوغا في كتاب بعنوان «معبد عقل وجسد ريخا». ريكا ليس لديها أطفال. هي من نباتيو الألبان والبيض.
في عام 2012، رُشِّحت ريخا عضوًا في البرلمان في مجلس الشيوخ، المجلس الأعلى للبرلمان الهندي المكون من مجلسين. عُيِّنت في هذا المنصب من قبل الرئيسة براتيبا باتيل بناءً على توصية رئيس الوزراء مانموهان سينغ لمساهمتها في مجال الفن (وفقًا للمادة 80 من دستور الهند التي تسمح للرئيس بترشيح 12 عضوًا لمجلس النواب لمنصبهم لخبرتهم في مجالات محددة). بدأت فترة ولايتها في 27 أبريل 2012 وانتهت في نفس اليوم من عام 2018. شاركت في لجنة شؤون المستهلك والأغذية والتوزيع العام، ولكن، كما هو الحال مع الأعضاء المرشحين الآخرين، انتهت فترة ولايتها التي استمرت ست سنوات وسط انتقادات بسبب انخفاض حضورها. بالإضافة إلى الحد الأدنى من المشاركة في مجلس النواب. وقد أثير هذا القلق سابقًا فيما يتعلق بريخا والأعضاء المرشحين الآخرين أثناء توليهم مناصبهم، لكن العديد من الأعضاء المنتخبين دافعوا عنهم، مؤكدين أن الوجود النشط للمرشحين لمجلس النواب لم يكن إلزاميًا وأنهم يمكنهم المساهمة بطرق أخرى من خلال موقفهم.

## السينما

### الأدوار الأولى (1968–1970)
في أواخر عام 1968، زار رجل الأعمال كولجيت بال المقيم في نيروبي استديوهات جيميني للبحث عن وافد جديد لمشروعه الجديد أنجانا سفر (مقتبس من رواية مناجم الملك سليمان للكاتب هنري رايدر هاغارد عام 1885). اكتشف ريخا في الاستوديو وجعلها ثاني بطلة للفيلم بعد فانيسري. ذهب بال إلى منزل بوشبافالي لإجراء اختبار على الشاشة لريخا، حيث أملى عددًا من الجمل باللغة الهندية، والتي أعادت ريخا كتابتها بالنص اللاتيني، ثم طلب منها حفظها. بعد لحظات قليلة، قالت ريخا الجمل بالكامل وأعجب بال بصوتها الذي يشبه المتحدث باللغة الهندية. أعطاها عقدًا مدته خمس سنوات لتلعب دور البطولة في أربعة أفلام منه ومن شقيقه شاتروجيت بال لكل منهما.
انتقلت ريخا إلى بومباي (مومباي حاليًا) في عام 1969 واستأجرت غرفة في فندق أجانتا في حي جوهو بالمدينة، وقام بال بدفع الرسوم. في ذلك العام أيضًا، أعلنت عن ظهورها الأول أمام الجمهور ووسائل الإعلام، وأُصدِر الفيلم الكانادي الناجح Operation Jackpot Nalli C.I.D 999 مع د. راجكومار، حيث ظهرت بدور بطولة لأول مرة. في أنجانا سفر، من إخراج رجا نواث، لعبت دور سونيتا، وهي امرأة أجبرها والدها على السفر إلى أفريقيا بحثًا عن كنز مخفي. لقد دُفِع 25000 روبية هندية (310 دولارًا أمريكيًا) مقابل عملها.
منذ أن مرضت والدتها في ذلك الوقت، ورافقتها خالتها إلى التصوير الذي بدأ في أغسطس من ذلك العام في استوديو محبوب. نشأ جدل حول مشهد تقبيل تظهر فيه ريخا والممثل الرئيسي بيسواجيت تشاترجي، والذي لم يتم إخطارها به لأن Nawathe أرادت الحفاظ على رد فعلها الطبيعي. في السنوات اللاحقة، اشتكت ريخا من خداعها في المشهد. واجه الفيلم مشاكل رقابية ولم يتم إصداره حتى عام 1979، عندما أُعيد تسميته دو شيكاري. ظهر مشهد التقبيل على غلاف النسخة الآسيوية من مجلة لايف في أبريل 1970. وهو ما دفع الصحفي الأمريكي جيمس شيبارد للسفر إلى الهند لإجراء مقابلة مع ريخا، وهو ما رأت فيه فرصة لتعزيز مسيرتها المهنية والتعبير عن شكواها. كان أداء دو شيكاري ضعيفًا في شباك التذاكر.
وقع المنتج والمخرج موهان سيغال ريخا لفيلمه صوان بهادون بعد فترة وجيزة من انتقالها إلى بومباي عام 1969، وبدأ التصوير في 11 أكتوبر. أُعطِيت دور تشاندا، فتاة قروية لم تحصل على موافقة والديها على الزواج من حبيبها (نافين نيشول). على الرغم من أن شعرها كان طويلًا وكثيفًا بالفعل، إلا أن سيغال أجبرتها على ارتداء شعر مستعار. ومن ثم لم يكن مناسبًا لشعرها واضطر مصففو شعرها إلى حلق شعرها حتى أصبح أصلعًا تقريبًا. لم تكن تتقن اللغة الهندية في ذلك الوقت، وسخر منها معظم طاقم الفيلم بسبب خلفيتها الهندية الجنوبية. بمناسبة ظهورها الأول باللغة الهندية، أُصدِر صوان بهادون في سبتمبر 1970 وحقق نجاحًا تجاريًا. استهزأ نقاد الفيلم بمظهرها، لكنهم أثنوا على ثقتها بنفسها وتوقيتها الكوميدي في الفيلم. يعتقد مانوج داس أن "الإحراج" ظهر على وجه نيشول في كل مشهد مع ريخا، وأشارت مجلة فيلم وورلد إلى أن نجاح الفيلم كان بمثابة إنجاز كبير في حياتها المهنية. صدر في نهاية العام دراما التيلجو أما كوسام للمخرج كولي براتاجاتما، وأهدته لوالدتها.

### التقلبات المهنية في السبعينيات (1971-1977)
تلقت ريخا بعد ذلك العديد من العروض ولكن لم يكن هناك أي شيء جوهري، حيث كانت أدوارها في الغالب مجرد فتاة ساحرة. كانت غزيرة الإنتاج خلال العقد، حيث عملت في المتوسط في عشرة أفلام سنويًا، معظمها اعتُبرت فاشلة وفشلت في دفع حياتها المهنية إلى الأمام من حيث الأدوار والتقدير. ظهرت في العديد من الأفلام الناجحة تجاريًا في ذلك الوقت، بما في ذلك رامبور كا لاكشمان (1972)، كاهاني كيسمات كي (1973)، وبران جاي بار فاشان نا جاي (1974)، ومع ذلك لم تُقدَّر قدراتها التمثيلية و- وفقًا لـ المؤلف تيجاسويني غانتي - «فوجئت الصناعة بنجاحها لأن بشرتها الداكنة وشكلها الممتلئ وملابسها المبهرجة تتناقض مع معايير الجمال السائدة في صناعة السينما وفي المجتمع.». في عام 1975، ظهرت في فيلم الحرب أكرمان بدور شيتال زوجة راكيش روشان، وهو الدور الذي اعتقدت قرة العين حيدر أنه مبتذل ووصفت بأنه "حصان الملابس" وهو تعبير يعني أن الاهتمام الرئيسي في دورها كان مرتكزًا على المظهر والملابس العصرية. دارام كرم للمخرج راندير كابور هي دراما تدور حول سفاح، وقد لاحظت مجلة لينك أن دور ريخا هو الجزء الأكثر إثارة للشفقة فيها. كان فيلم المافيا Dharmatma هو نجاحها المالي الوحيد لهذا العام. الفيلم من إخراج وبطولة فيروز خان، وأظهرها الفيلم في دور آنو، حبيبة طفولة خان.
تتذكر ريخا أن الطريقة التي كان يُنظر إليها بها في ذلك الوقت حفزتها على تغيير مظهرها وتحسين اختيارها للأدوار: «لقد أُطلق علي لقب [البطة القبيحة] في الأفلام الهندية بسبب بشرتي الداكنة وملامحي الجنوب هندية. كنت أشعر.. تألمت بشدة عندما قارنني الناس بالبطلات الرائدات في ذلك الوقت وقالوا إنني لا أضاهيهم. لقد كنت مصممةً على جعل الأمر كبيرًا على أساس الجدارة المحضة.» كان منتصف السبعينيات بمثابة بداية تحولها الجسدي. بدأت في الاهتمام بمكياجها وذوقها في الملابس وعملت على تحسين أسلوبها في التمثيل وإتقان مهاراتها في اللغة الهندية لمدة ثلاثة أشهر. ولإنقاص وزنها، اتبعت نظامًا غذائيًا مغذيًا، وعاشت حياة منتظمة ومنضبطة، ومارست اليوغا، وسجلت لاحقًا ألبومات لتعزيز اللياقة البدنية. وبحسب خالد محمد، «لقد اندهش الجمهور عندما حدث تغيير سريع في شخصيتها على الشاشة، وكذلك أسلوب تمثيلها». بدأت ريخا في اختيار أدوارها السينمائية بعناية أكبر.
أول دور موجه للأداء لريخا جاء في عام 1976 عندما لعبت دور زوجة أميتاب باتشان الطموحة والجشعة في فيلم Do Anjaane؛ كان ذلك هذا أول ظهور لها مع الممثل. (ظهروا معًا في فيلم نامك حرام (1973)، ولكن كانت ريخا قرينة راجيش خانا). كان دورها هو ريخا روي، زوجة شخصية باتشان التي أصبحت ممثلة معروفة. صُوِّر في كَلكتا (كُلكاتا الحالية) وانتهى في غضون شهر؛ أقامت ريخا والممثلون وطاقم العمل الآخرون في فندق غراند هوتيل. الفيلم مقتبس من رواية نيهار رانجان غوبتا «راترير ياتري»، الفيلم من إخراج دولال جوها وكتبه نابيندو غوش، وقد حظي بشعبية كبيرة بين الجمهور والنقاد. كتبت Film World أنها أثبتت نفسها كممثلة رائدة في السينما الهندية حيث بدأ صانعو الأفلام في الاهتمام بها أكثر وأصبحوا أكثر حرصًا على تمثيلها في أفلامهم. وأشارت إلى أنه كان من الصعب الوقوف أمام باتشان، وتحدثت عن شعورها بالذعر بعد أن علمت أنه سيمثل أمامها في الفيلم. وذكرت أنه ساهم في «تغييرات جذرية» في حياتها وكان له تأثير كبير في مرحلة شبابها، ووصفته بأنه «[شخص] لم أرى مثله من قبل».
كان عام 1977 هو العام الثالث الذي حققت فيه ريخا أحد النجاحات التجارية على التوالي. برز فيلم الأكشن والجريمة خون باسينا باعتباره سادس أعلى فيلم هندي ربحًا لهذا العام. وفي نفس العام، لعبت دور البطولة في الدراما الكوميدية آب كي خاطر، أمام فينود خانا ونادرا. حصل دورها كفتاة فقيرة على جوائز من عدد من جمعيات الصحفيين السينمائيين. في مراجعة بأثر رجعي للهندوس، افترض الصحفي الرياضي والناقد السينمائي فيجاي لوكابالي أن دور ريخا كان يمثل تحديًا لها وأعرب عن تقديره للكيمياء مع خانا؛ أشاد مراجع Link بموضوعاته الاجتماعية. منحتها Film World جائزة أفضل ممثلة عن عملها في فيلم الحركة Immaan Dharam، الذي تلقى آراء نقدية متباينة. وهي تظهرها بدور دورجا، العاملة التاميلية التي تقع في حب اللص موهان كومار ساكسينا (شاشي كابور). أشادت Cine Blitz بريخا لإثبات موهبتها في التمثيل.

### التقلبات المهنية والانتعاش القصير (1990-1999)
شهدت التسعينيات انخفاضًا في نجاح رخا. القليل من أفلامها كان ناجحًا وأدان المراجعون العديد من أدوارها. ومع ذلك، لا يزال النقاد يلاحظون أنه على عكس معظم الممثلات من جيلها، مثل هيما ماليني وراكي، اللتين استسلمتا للعب أدوار الشخصيات، عادة من الأمهات والعمات، كانت ريخا لا تزال تلعب أدوارًا قيادية في الوقت الذي صعدت فيه النجمات الأصغر سنًا إلى مستوى عالٍ من الشهرة.
شهدت السنة الأولى من العقد أربعة إصدارات تضم ريخا، بما في ذلك Mera Pati Sirf Mera Hai وAmiri Garibi، وكلها مرت دون أن يلاحظها أحد. لا تزال ريخا تتعافى من انتحار زوجها الأخير وتكافح مع العداء الصحفي الذي أعقب ذلك تجاهها، وقد احتفظت بنجاح كبير من خلال دور البطولة في دور نامراتا سينغ، وهي امرأة شابة تنضم إلى قوة الشرطة للانتقام لمقتل زوجها في فيلم فوول باني أنغاري للمخرج K. C. Bokadia. (1991). حقق الفيلم نجاحًا كبيرًا في شباك التذاكر وحصلت ريخا على ترشيح لأفضل ممثلة في فيلم فير عن عملها، في إشارة إلى ما قاله سوبهاش ك. جها، «لم يبدو الكاكي أكثر جاذبية أبدًا». كتبت صحيفة Indian Express أنها «تركب الخيول، وتحمل السيوف، وتنصف اللقب بكونها فول (زهرة) وتصبح أنغاري (جمرة)»
دفع قبول الجمهور لـ فوول باني أنغاري وKhoon Bhari Maang العديد من صانعي الأفلام إلى تقديم عروض مماثلة لريخا، ولعبت مثل هذه الأدوار - التي تحمل اسم "الملائكة المنتقمين" - في العديد من مشاريعها الجارية بتأثير أقل أهمية بكثير. وشملت هذه الأفلام فيلمها التالي Insaaf Ki Devi (1992)، وأفلام لاحقة مثل Ab Insaf Hoga (1995) وUdaan (1997)، وكلها كانت فاشلة للغاية. تبعتها بدور مزدوج للأختين التوأم في فيلم Geetanjali للمخرج شاكتي سامانتا أمام جيتندرا ودور البطولة في كارثة شباك التذاكر Madam X، والتي لعبت فيها دور البطولة لامرأة شابة استأجرتها الشرطة لانتحال شخصية أنثى العالم السفلي.
في منتصف العقد، تمكنت ريخا من وقف تراجعها عندما قبلت العديد من الأفلام المثيرة للجدل، بما في ذلك Kama Sutra: A Tale of Love وKhiladiyon Ka Khiladi (1996). كان كاما سوترا، وهو إنتاج أجنبي من إخراج ميرا ناير، دراما مثيرة، وشعر الكثيرون أن دورها كمعلمة كاما سوترا في الفيلم سيضر بحياتها المهنية. ولم تردعها الانتقادات. وصفها تود مكارثي من فارايتي بأنها "مؤلفة بشكل رائع" في الجزء. خيلاديون كا خيلادي، فيلم أكشن من إخراج أوميش ميهرا، حقق نجاحًا ماليًا كبيرًا، وأصبح واحدًا من أكثر الأفلام الهندية ربحًا لهذا العام. ظهرت ريخا في أول دور سلبي لها في دور السيدة مايا، وهي امرأة عصابة شريرة تدير عملاً سريًا لمباريات المصارعة غير القانونية في الولايات المتحدة، والتي، خلال الفيلم، تقيم علاقة غرامية مع أكشاي كومار الأصغر سنًا بكثير. أدى أدائها إلى حصولها على العديد من الجوائز، بما في ذلك جائزة فيلم فير لأفضل ممثلة مساعدة وجائزة ستار سكرين لأفضل شرير. وعلى الرغم من ردود الفعل الإيجابية على أدائها من قبل المعجبين والنقاد، إلا أنها أكدت في أكثر من مناسبة أنها لم تحب نفسها في الفيلم، مشيرة إلى أن عملها لم يكن على مستوى معاييرها الشخصية.

### تميز الأدوار التي أدتها (2000-2006)

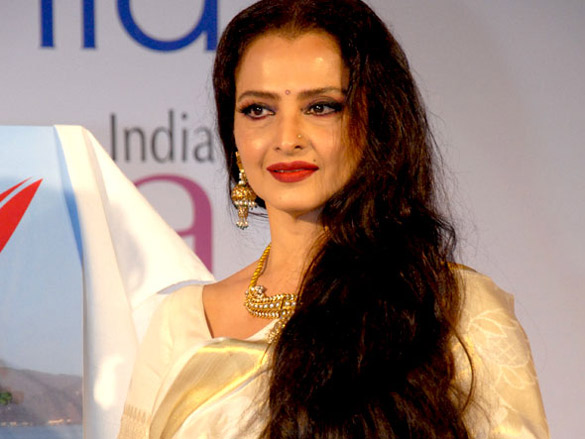
ريخا في 2010

في العقد الأول من القرن الحادي والعشرين، ظهرت ريخا في عدد قليل نسبيًا من الأفلام. بدأت العقد مع بولاندي، إخراج تي راما راو. أما الآخر فكان فيلم «زبيدة» لخالد محمد، وشارك في بطولته كاريشما كابور ومانوج فاجابايي في دور الزوجة الأولى ماهاراني مانديرا ديفي للملك.
في عام 2001، ظهرت ريخا في الدراما النسوية لراجكومار سانتوشي Lajja، وهي مقطوعة موسيقية مستوحاة من حادثة حقيقية لامرأة تعرضت للاغتصاب في بوانيبور قبل عامين. يتتبع الفيلم رحلة الزوجة الهاربة (مانيشا كويرالا) وتتكشف قصتها في ثلاثة فصول رئيسية، يعرض كل منها قصة امرأة تتوقف عند مكانها. كانت ريخا هي بطلة الفصل الأخير، الذي يدور حوله إلهام الفيلم، حيث تلعب دور رامدولاري، وهي امرأة قرية داليت مضطهدة وناشطة اجتماعية أصبحت ضحية اغتصاب جماعي. وفي حديثها عن الفيلم، علقت ريخا قائلة: «أنا لاجا ولاجا هو أنا». أشادت بشدة بتصويرها، وحصلت على العديد من الترشيحات لعملها، بما في ذلك جائزة فيلم فير وجائزة أكاديمية الفيلم الهندي الدولية (IIFA) لأفضل ممثلة مساعدة. كتب تاران أدارش: "إن ريخا هي التي خرجت بالمجد، وقدمت أحد أفضل العروض التي شهدتها الشاشة الهندية في الآونة الأخيرة.

### العمل المتقطِّع؛ فجوة (2007 إلى الوقت الحاضر)
في عام 2007، قامت مرة أخرى بدور مومس في فيلم ياترا للمخرج جوتام غوس. على عكس النجاح الأولي الذي حققته في لعب مثل هذه الأدوار في المراحل الأولى من حياتها المهنية، فشل الفيلم هذه المرة في تحقيق أداء جيد. في عام 2010، حصلت ريخا على جائزة بادما شري، وهي رابع أعلى جائزة مدنية تمنحها حكومة الهند.
لعبت ريخا دور البطولة في فيلم Sadiyaan لعام 2010 إلى جانب هيما ماليني وريشي كابور. كان الفيلم بمثابة الظهور الأول لابن شاتروجان سينها لاف سينها. فشل الفيلم في تحقيق أداء جيد في شباك التذاكر.
في عام 2014، كانت ريخا تعمل على فيلم فتور (بالإنجليزية: Fitoor) للمخرج أبهيشيك كابور، لكنها تركت الفيلم لأسباب غير معروفة وبعد ذلك وُقِّع مع تابو بديلةً لها. في عام 2014 عملت أيضًا في فيلم Super Nani الذي أُصدِر في ديوالي (24 أكتوبر). سوبر ناني كانت دراما عائلية، حيث لا تحظى الجدة (ريخا) بالتقدير من قبل أطفالها وزوجها راندير كابور. يقنعها حفيدها شرمان جوشي بالتغيير. الجدة "تحول" نفسها إلى عارضة أزياء براقة.
في عام 2015، ظهرت في فيلم R. Balki's Shamitabh، حيث لعبت دورها.

## الصورة الفنية

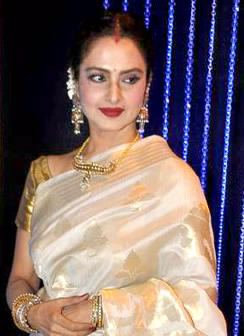

## جوائزها

### جوائز الفلم الوطني
أفضل ممثلة 1982

### جوائز فلم فير
أفضل ممثلة 1981-1989

أفضل ممثلة مساعدة 1997

الإنجاز مدى الحياة 2003

رشحت أفضل ممثلة 1979-1981-1982-1983-1992

رشحت أفضل ممثلة مساعدة 1979-1984-2002-2004-2007

### جوائز اكادمية فلم الهند الدولي
أفضل مغنية 2003

الإنجاز المتميز للسينما الهندية 2012

### جوائز فلم بنغال
أفضل ممثلة 1985

### جوائز الشاشة
أفضل وغد 1997

رشحت أفضل ممثلة 1998

### جوائز زي سني
الإنجاز مدى الحياة 2006

جائزة المغنية للابد 2007

### جوائز ستارديست
ايقونة السنة 2010

جائزة الدور النموذجي 2006-2010

### جوائز فلم بوليود
أفضل ممثلة مساعدة 2004

### جوائز أخرى
أفضل ممثلة جوائز فلم العالم 1977

جائزة خاصة 1997

ايقونة السنة 2004-2005

أفضل ممثلة 2006

جائزة النجمة من بك ستار 2012

### انجازات أخرى
جائزة الفم الهندي 1998

أفضل صورة جوائز اكادمية موباي 2001

جائزة خاصة 2006

جائزة الممثلة العالمية 2007

جائزة أفضل ممثلة هندية 2008

جائزة راج كابور 2009

### وسام مدني
بادما شري رابع اعلى وسام في الهند 2010

## هامش
1. ↑  كتبت تيجاسويني غانتي، في كتابها بوليوود: دليل للسينما الهندية الشعبية (2004)، أن رخا تركت مدرستها عندما كان عمرها 13 عامًا.[38] في حديثها مع مجلة بومباي: ذا سيتي في عام 1986، قالت ريخا إن ذلك حدث عندما كانت في الرابعة عشرة من عمرها.[33] ومع ذلك، يبدو أنها تناقضت مع نفسها بعد أن أيدت تصريح غانتي في مقابلتها المتلفزة عام 2004 مع الممثلة ومقدمة البرامج التلفزيونية سيمي جاريوال.[26]

## روابط خارجية
- ريخا على موقع IMDb (الإنجليزية)
- ريخا على موقع ألو سيني (الفرنسية)
- ريخا على موقع ميوزك برينز (الإنجليزية)
- ريخا على موقع أول موفي (الإنجليزية)
- ريخا على موقع إن إن دي بي (الإنجليزية)
- ريخا على موقع قاعدة بيانات الفيلم (الإنجليزية)
- ريخا على موقع كينوبويسك (الروسية)